# Guillermo Facio Hebequer
Guillermo Facio Hebequer (Montevideo, 8 de noviembre de 1889 - Buenos Aires, 28 de abril de 1935) fue un pintor, grabador y litógrafo uruguayo.
Se destacó mayoritariamente por su obra litográfica y no tanto por su obra pictórica. Fue crítico de arte y tuvo participación en las primeras experiencias de teatro independiente en Buenos Aires, Argentina.

## Biografía
Guillermo Facio Hebequer nacido en Montevideo e hijo de Julia Hebequer y Eduardo Facio, se trasladó junto con su familia a Buenos Aires a principios del siglo XX.
Integró un grupo llamados "Artistas del Pueblo" donde tuvo una destacada actuación junto a José Arato, Adolfo Bellocq, Agustín Riganelli y Abraham R. Vigo. Esta agrupación tuvo su ámbito de trabajo entre los años 1910 y 1935, sus obras reflejaban su visión sobre obreros, manifestaciones, niños y ancianos pobres y fueron realizadas en litografía y grabado en metal.
Fundó el "Grupo de Boedo Los Nuevos".
Facio Hebequer representaba el paradigma del artista socialmente comprometido con el "arte proletario".
Realizó ilustraciones para las siguientes publicaciones periódicas Bandera Proletaria, Mundo Nuevo, Bandera roja y contra.
Del 28 de abril al 22 de mayo de 1964, la Ciudad de Buenos Aires le realizó un homenaje a 30 años de su muerte donde se exhibieron siete obras de la serie Buenos Aires y cuatro de la serie Bandera Roja.

## Obras

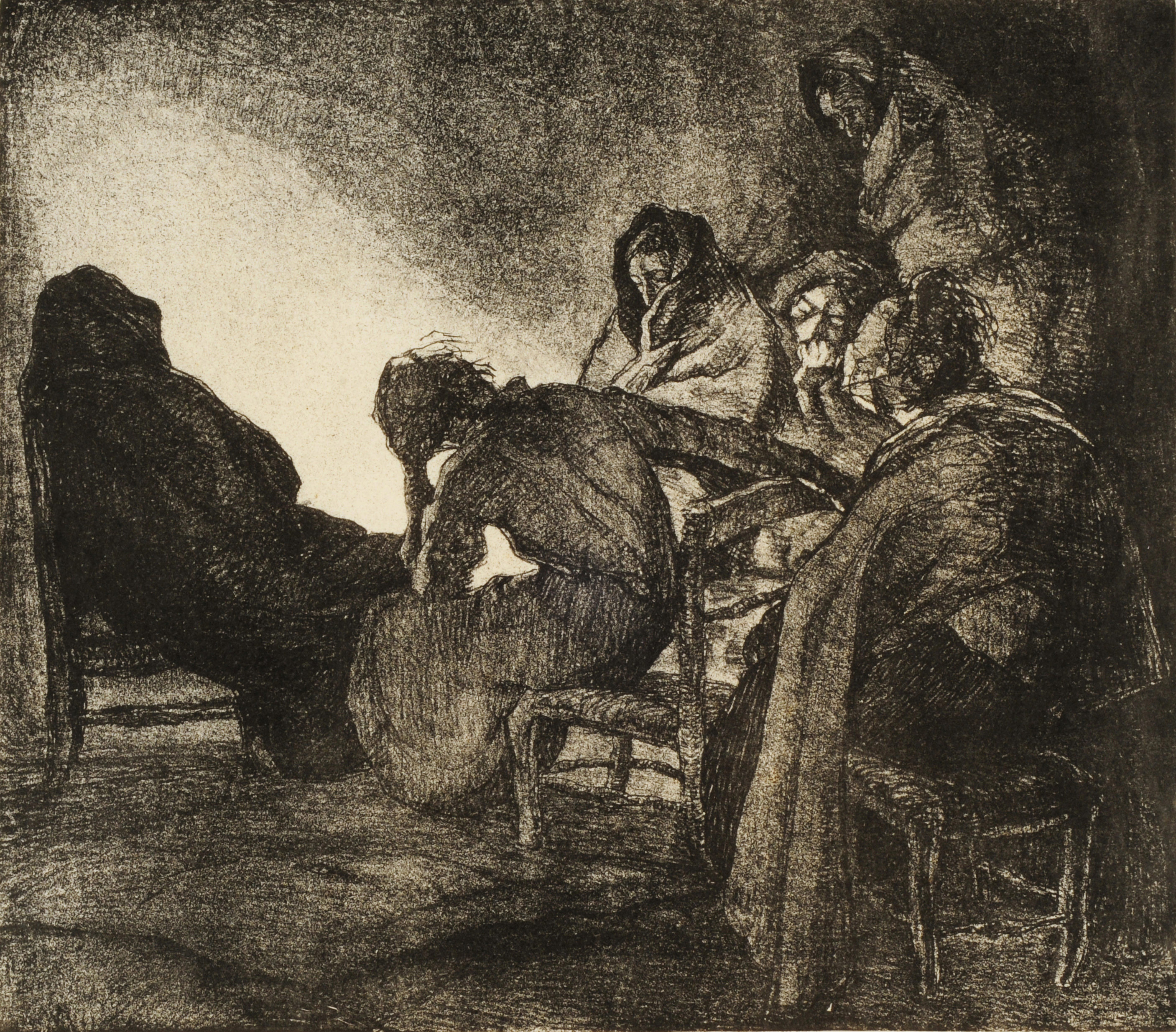
El conventillo (c. 1930). Grabado sobre papel.

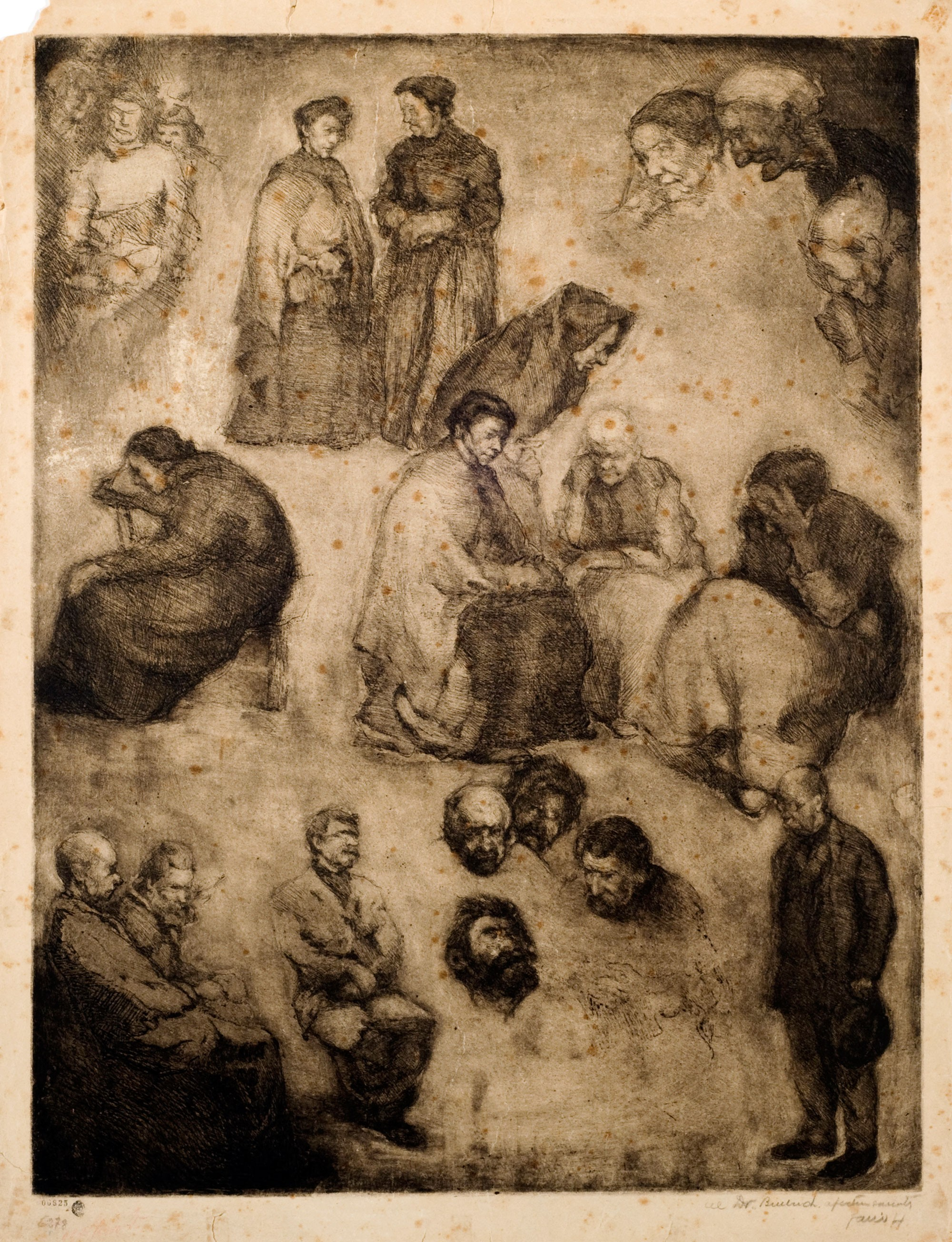
Estudio de figuras

Facio Hebequer realizó series litográficas en las cuales incluía obras que fueron muy destacadas:
Buenos Aires
- "Puente Brown" (1933)
- "Calle Corrientes"
- "Paseo de julio"
- "Retiro"
- "Chacarita"
- "Parque Saavedra"

El Conventillo
- "El conventillo" (ca. 1930-1935)
- "Madre de Pueblo"
- "Abuelas"
- "Madres"

La Mala Vida
- "El refugio"
- "Figura femenina"

Bandera Roja
- "En las minas"
- "En los talleres"

Apuntes de la calle